# (417) Suevia
(417) Suevia ist ein Asteroid des mittleren Hauptgürtels, der am 6. Mai 1896 vom deutschen Astronomen Max Wolf an seiner Privatsternwarte in Heidelberg bei einer Helligkeit von 12 mag entdeckt wurde.
Der Asteroid ist benannt nach der Heidelberger Studentenverbindung Corps Suevia Heidelberg. Die Benennung erfolgte 1901 auf Wunsch des Entdeckers durch den Berliner Astronomen Adolf Berberich (1861–1920).

## Wissenschaftliche Auswertung
Aus Ergebnissen der IRAS Minor Planet Survey (IMPS) wurden 1992 Angaben zu Durchmesser und Albedo für zahlreiche Asteroiden abgeleitet, darunter auch (417) Suevia, für die damals Werte von 40,7 km bzw. 0,20 erhalten wurden. Eine Auswertung von Beobachtungen durch das Projekt NEOWISE im nahen Infrarot führte 2011 zu vorläufigen Werten für den Durchmesser und die Albedo im sichtbaren Bereich von 62,4 km bzw. 0,08. Nachdem die Werte nach neuen Messungen mit NEOWISE 2012 auf 67,2 km bzw. 0,07 geändert worden waren, wurden sie 2014 auf 54,9 km bzw. 0,12 korrigiert.
Eine spektroskopische Untersuchung von 820 Asteroiden zwischen November 1996 und September 2001 am La-Silla-Observatorium in Chile ergab für (417) Suevia eine taxonomische Klassifizierung als X-Typ.
Photometrische Messungen des Asteroiden fanden erstmals statt vom 7. bis 9. Januar 1989 am La-Silla-Observatorium in Chile. Die aufgezeichnete Lichtkurve wurde zu einer Rotationsperiode von 7,034 h ausgewertet.
Aus der archivierten Lichtkurve von 1989 und neuen photometrischen Messungen aus dem Zeitraum September 2001 bis Dezember 2010 an verschiedenen Sternwarten, wie dem Charkiw-Observatorium in der Ukraine, dem Observatorium Borówiec in Polen, den Observatorien Pic du Midi, Bédoin und Blauvac in Frankreich sowie dem South African Astronomical Observatory (SAAO) in Südafrika, konnte in einer Untersuchung von 2012 erstmals ein dreidimensionales Gestaltmodell des Asteroiden für zwei alternative Positionen der Rotationsachse mit prograder Rotation und einer Periode von 7,01848 h bestimmt werden.
Weitere Beobachtungen erfolgten vom 9. August bis 19. September 2010 während fünf Nächten am Observatoire du Bois de Bardon in Frankreich, wo aus der registrierten Lichtkurve eine Rotationsperiode von 7,020 h bestimmt wurde. Im Jahr 2021 wurde aus archivierten Daten und photometrischen Messungen von Gaia DR2 erneut ein dreidimensionales Gestaltmodell des Asteroiden für eine Rotationsachse mit prograder Rotation und einer Periode von 7,0185 h berechnet.
Neue Beobachtungen am 23. und 24. Februar 2022 am Osservatorio Astronomico Margherita Hack und am Osservatorio Astronomico Hypatia, beide in Italien, wurden zu einer Rotationsperiode von 7,034 h ausgewertet. Aus archivierten Daten des Asteroid Terrestrial-impact Last Alert System (ATLAS) aus dem Zeitraum 2015 bis 2018 konnte in einer Untersuchung von 2022 mit der Methode der konvexen Inversion eine Rotationsperiode von 7,01846 h bestimmt werden.